# GCJ
GNU Java编译器（英語：GNU Compiler for Java，GCJ）是一个自由的Java编译器。它是GCC（GNU Compiler Collection）的一部分，已有十多年的历史。但自2017年起，GNU宣布不再对其进行维护，也不会在GNU的后继版本中包括它。
GCJ可将Java 源代码编译为Java虚拟机字节码或适用于不同架构的机器码。它还可以将包含字节码的类文件和整个jar文件编译为机器代码。

## 历史
GCJ的运行时库来源于GNU Classpath项目，但libgcj库之间有一些区别。GCJ4.3使用了Eclipse Java编译器作为编译前端。
在2007年，GNU做了许多工作来在GNU Classpath中实现两个重要的Java图形库：AWT库和Swing库。首先尝试实现的为AWT库，当AWT库实现后，便可以开始考虑实现Swing库。这时至少有一种自由的方式来实现Swing。但是GCJ从未支持到Java1.2以及更高的版本。现在来看该项目已被完全放弃。
直至2015年，GCJ未进行任何的开发，并且该项目被标记为维护模式。在这段时间，自由的Java实现主要在OpenJDK项目中进行。GCJ在2016年9月30日被从GCC工具链中移除。该通知随GCC7.1版本的发布而发布。而GCC6中仍包括GCJ。

## 性能
使用GCJ将Java源码编译为机器代码后，其启动时间一般比使用JVM运行等效字节码的启动时间更快。

## Compiled Native Interface
Compiled Native Interface (CNI), 原名"Cygnus Native Interface", 是一个GCJ软件框架。与JNI（Java Native Interface）类似，它允许Java程序访问和使用本机共享库（在各个平台和不同的硬件类型中有所不同）和使用C++编写的共享库。

### 两种方式的比较
CNI的作者对于CNI和JNI的评价如下：
|  | 我们之所以使用CNI，是因为我们认为它是一个更好的实现方案。因为该实现是基于Java可以使用标准编译技术实现另一种编程语言的思想，并且我们认为使用GCC实现的语言应该恰当地在某些方面兼容。因此我们认为，Java的函数调用约定应该与其他语言（尤其是C ++）使用的调用约定相似。因为我们可以将Java视为一个C ++的子集。CNI实现了一组函数集并规定了有关的调用约定，且其设计时基于C ++和Java应具有相同的调用约定和对象布局的思想，因此它们是二进制兼容的 |

CNI依赖于类似于C++的Java类。例如这是一个Java类：
```
public
 
class
 
Int

{

   
public
 
int
 
i
;

   
public
 
Int
(
int
 
i
)
 
{
 
this
.
i
 
=
 
i
;
 
}

   
public
 
static
 
Int
 
zero
 
=
 
new
 
Int
(
0
);

}

```

于是就可以这样使用：
```
#include
 
<gcj/cni.h>

#include
 
<Int>

Int
 
*
mult
(
Int
 
*
p
,
 
int
 
k
)

{

  
if
 
(
k
 
==
 
0
)

    
return
 
Int
::
zero
;
  
// 静态成员访问

  
return
 
new
 
Int
(
p
->
i
 
*
 
k
);

}

```

## 备注
1. ↑  这句话的意思是，CNI的理念是在编译层面使Java和C++做到尽量兼容，而这需要Java和C++的编译器的某些标准一致。GNU计划刚好既实现了Java编译器，又实现了C++编译器，因此很容易在编译器层面对其进行调整，使其更易用，性能更高。